# Запредел
Запредел — американское телешоу, созданное Кевином Копеловом и Хитом Сейфертом, премьера которого состоялась на Nickelodeon в США 16 января 2022 года, и в России на Nickelodeon 16 мая 2022 года.

## Описание
Майло - главный гик в популярном магазине комиксов. Мир парня переворачивается с ног на голову, когда босс нанимает нового сотрудника: Руби. Несмотря на разногласия, эти двое образуют маловероятный союз как коллеги и соавторы того, что, как они уверены, станет лучшим графическим романом в мире.

## В ролях
| Актёр              | Роль  |
| ------------------ | ----- |
| Кейт Годфри        | Руби  |
| Антон Старкман     | Мило  |
| Ариана Молкара     | Дарби |
| Кристофер Мартинес | Харли |

## Производство
23 октября 2020 года телеканал Nickelodeon заказал пилотный выпуск Warped! Кевину Копелову и Хиту Сейферту.
18 марта 2021 года канал сообщил, что шоу будет состоять из 13 эпизодов и премьера намечена на конец 2021 года, а также был подтверждён актёрский состав.
В ноябре 2021 года Nickelodeon подтвердил премьеру в январе 2022 года.

## Список серий
| № | Название                  | Режиссёр              | Автор сценария             | Дата премьеры в США | Произв. код | Зрители США (млн) |
| --- | ------------------------- | --------------------- | -------------------------- | ------------------- | ----------- | ----------------- |
| 1 | «Запредельный пилот!»     | Джонатан Джадж        | Кевин Копелов, Хит Сейферт | 16 января 2022      | 101         | 0.15              |
| Спокойная жизнь Майло, главного гика в магазинчике комиксов, заканчивается с появлением новой сотрудницы — чудаковатой и эмоциональной Руби. Спокойная жизнь Майло, главного гика в магазинчике комиксов, заканчивается с появлением новой сотрудницы — чудаковатой и эмоциональной Руби. |                           |                       |                            |                     |             |                   |
| 2 | «Запредельный вызов!»     | Джонатан Джадж        | Кевин Копелов, Хит Сейферт | 20 января 2022      | 102         | 0.24              |
| 3 | «Запредельный обман!»     | Тревор Киршнер        | Хит Сейферт, Кевин Копелов | 27 января 2022      | 105         | 0.31              |
| Чтобы впечатлить нового владельца магазина, Майло покупает очень редкий комикс, но Руби замечает, что это подделка. Вместе они пытаются поймать обманщика. Чтобы впечатлить нового владельца магазина, Майло покупает очень редкий комикс, но Руби замечает, что это подделка. Вместе они пытаются поймать обманщика. |                           |                       |                            |                     |             |                   |
| 4 | «Запредельный космос!»    | Леонард Р. Гарнер мл. | Джэйни Квин                | 3 февраля 2022      | 107         | 0.25              |
| Ребята узнают, что неподалеку проходят съёмки знаменитой фантастической франшизы «Космические войны». Они проникают туда в качестве массовки и устраивают на площадке такой хаос, что чуть ли не срывают съёмки. Ребята узнают, что неподалеку проходят съёмки знаменитой фантастической франшизы «Космические войны». Они проникают туда в качестве массовки и устраивают на площадке такой хаос, что чуть ли не срывают съёмки. |                           |                       |                            |                     |             |                   |
| 5 | «Запредельный сэндвич!»   | Джонатан Джадж        | Джои Мандерино             | 10 февраля 2022     | 103         | 0.23              |
| Майло и Руби собираются представить персонажей своего комикса, но Майло не доволен одним их дизайнов и ломает голову, как сказать об этом Руби, не испортив отношения. Майло и Руби собираются представить персонажей своего комикса, но Майло не доволен одним их дизайнов и ломает голову, как сказать об этом Руби, не испортив отношения.                                                                                     |                           |                       |                            |                     |             |                   |
| 6 | «Запредельный плагиат!»   | Венди Фараоне         | Тим Барнс                  | 17 февраля 2022     | 109         | N/A               |
| Руби и Майло встречают Кевина Смита и подсказывают ему идею для фильма. Вскоре он объявляет о своём новом фильме, и решив, что он украл их идею, Майло и Руби планируют свою месть. Руби и Майло встречают Кевина Смита и подсказывают ему идею для фильма. Вскоре он объявляет о своём новом фильме, и решив, что он украл их идею, Майло и Руби планируют свою месть.                                                           |                           |                       |                            |                     |             |                   |
| 7 | «Запредельный ужас!»      | Тревор Киршнер        | Лиз Маджи                  | 24 февраля 2022     | 104         | TBA               |
| В магазин привозят страшную куклу из фильма ужасов, которую никто не заказывал. И что самое жуткое, как бы ребята ни пытались от неё избавиться, она всё равно возвращается обратно. |                           |                       |                            |                     |             |                   |
| 8 | «Запредельное признание!» | Леонард Р. Гарнер мл. | Хит Сейферт, Кевин Копелов | 3 марта 2022        | 108         | TBA               |
| Майло случайно записывает на игрушку нелепое сообщение о девушке, которая ему нравится, и вручает эту игрушку ей. Теперь он вместе с ребятами должен провернуть операцию по возвращению игрушки, пока та девушка не прослушала сообщение. |                           |                       |                            |                     |             |                   |
| 9 | «Предел»                  | Венди Фараоне         | Филипп Юйвидин             | 10 марта 2022       | 106         | TBA               |
| Майло и Руби узнают, что в магазин должна поступить новая игровая приставка, о чем они радостно сообщают покупателям. Но Руби ошибается с количеством, и им срочно нужно раздобыть еще приставок, пока не стало поздно. |                           |                       |                            |                     |             |                   |
| 10 | «Запредельный енот!»      | Тревор Киршнер        | Тим Барнс                  | 17 марта 2022       | 112         | TBA               |
| 11 | «Запредельная работа!»    | Мореник Джоэла Эванс  | Лиз Маджи                  | 24 марта 2022       | 110         | TBA               |
| 12 | «Запредельный талант!»    | Джонатан Джадж        | Джэйни Квин                | 31 марта 2022       | 113         | TBA               |
| Театр труппы Дарби оказывается разрушенным, и ребята решают устроить благотворительное шоу талантов. Руби втягивает Майло в невероятно опасный номер. Театр труппы Дарби оказывается разрушенным, и ребята решают устроить благотворительное шоу талантов. Руби втягивает Майло в невероятно опасный номер. |                           |                       |                            |                     |             |                   |
| 13 | «Запредельный финал!»     | Мореник Джоэла Эванс  | Джои Мандерино             | 31 марта 2022       | 111         | TBA               |
| Руби и Майло заканчивают свой комикс, но теряют единственную копию и теперь должны успеть отыскать его до большой презентации. |                           |                       |                            |                     |             |                   |